# Martorul mut
Martorul mut este un roman polițist scris de către Agatha Christie. Prima publicare a cărții a avut loc în Marea Britanie , de către Collins Crime Club , pe data de 5 iulie 1937, iar în Statele Unite ale Americii de către Dodd, Mead and Company, sub titlul Poirot Loses a Client (,,Poirot și-a pierdut un client").
Cartea îl înfățișează pe faimosul detectiv Hercule Poirot; acțiunea este narată din perspectiva prietenului său, Arthur Hastings. Cortina: ultimul caz al lui Poirot este următoarea carte ce îl înfățișează pe Hastings drept narator. Ediția britanică a vândurt cartea cu șapte șilingi și șase penny, iar ediția din SUA cu doi dollari. 

## Rezumat
Emily Arundell îi scrie lui Hercule Poirot, deoarece ea crede că va fii victima unei crime neașteptate. Bătrâna este o doamnă bogată ce locuiește în Berkshire.  